# Ján Baltazár Magin
Ján Baltazár Magin (Vrbové, 6 gennaio 1681 – Dubnica nad Váhom, 27 marzo 1735) è stato un presbitero, poeta e storico slovacco.

## Biografia
Nel 1706 fu ammesso al seminario riservato agli studenti più brillanti, il Pazmaneum di Vienna. Come parroco esercitò il suo ministero a Jarok, a Košeca e a Dubnica nad Váhom. Fra il servizio a Košeca e quello a Dubnica, fra il 1717 e il 1718 fu novizio della Compagnia di Gesù a Trenčín, ma fu allontanato per cause di salute. Dal 1731 fu canonico a Nitra. Ebbe una vasta erudizione, in particolare storica, e vi seppe scoprire un orientamento slavo che gettò le basi per una compiuta coscienza nazionale.

## Attività
La sua attività è una dimostrazione di un genere letterario allora emergente - l'apologia dell'idea nazionale. I suoi scritti sottolineano le principali tendenze evolutive dei movimenti nazionali e della coscienza nazionale slovacca. L'opera polemica di Magin è in realtà un frutto della comprensione della nazione di un ambiente cittadino in epoca illuministica. I suoi argomenti sono stati accolti dalla maggioranza delle successive apologie della nazione slovacca da autori come Juraj Fándly e Matej Bel.
Sostanzialmente le motivazioni dell'apologia di Magin sono di carattere storico, perché dimostrano l'anteriorità dell'evangelizzazione dei santi Cirillo e Metodio rispetto allo stanziamento dei magiari nel bacino danubiano. Da questa antichità fa derivare i diritti degli slovacchi e la pari dignità, in quanto gli slovacchi avrebbero ereditato dai loro antenati la virtù militare. L'opera è scritta su incitamento del clero, della nobiltà e del popolo di Trenčín e perciò ha di mira la difesa degli slovacchi nel ristretto ambito cittadino, tuttavia buona parte dei motivi addotti ha la stessa validità per tutta la Slovacchia.

## Opere
- 1728 – Murices Nobilissimae et novissimae diaetae Posoniensis scriptori sparsi, sive Apologia pro inclito comitatu Trenchiniensi, scritto polemico, di cui fu compilatore, in cui si difende il ruolo della nazione slovacca all'interno del Regno d'Ungheria. Fu composto in reazione all'opera  Novissima diaeta, pubblicata nel 1721 dal professore di diritto pubblico Michal Bencsik.[1]
- 1729 – Ekloga, un lungo poema latino per celebrare il secondo matrimonio di Jozef Illesházy, figlio del suo mecenate